# Histoire inédite des Patriotes
Histoire inédite des Patriotes est un essai d'Anne-Marie Sicotte publié en 2016, aux Éditions Fides.

## Origine
Rédigeant une saga historique qui se passe à l'époque de la Rébellion des Patriotes (1837-1838), l'auteure, historienne, s'est plongée dans diverses sources de l'époque pour mieux la connaître. Ce faisant, elle a eu envie de rédiger par la suite un ouvrage abondamment illustré et faisant toute la vérité, de son point de vue, sur cette époque méconnue. 

## Propos
Dans ce livre, l'auteure s'attache à présenter les Canadiens français du Bas-Canada (1791-1840) comme des gens pacifiques, ouverts et épris de liberté. Loin d'être séditieux, c'est au contraire le droit britannique qu'ils invoquent pour réclamer un gouvernement responsable et la fin de la corruption parmi les dirigeants du Bas-Canada (la « Clique du Château »). 
L'auteure présente les occupants britanniques comme des conquérants impérialistes, racistes et méprisants envers les Canadiens français, faisant preuve de manigances et de manipulations pour provoquer les troubles qui éclateront en 1837-1838 dans le but d'avoir un prétexte pour écrouer, exiler ou exécuter les meneurs bas-canadiens qui n'ont de cesse de dénoncer leurs incurie et leur corruption. Quant à la Grande-Bretagne elle-même, elle traite le Bas-Canada comme la colonie qu'il est, c'est-à-dire en suivant principalement des intérêts étroitement politiques et marchands, avec une certaine distance. 
La liste des chapitres donne une idée juste du contenu de l'ouvrage et de l'angle adopté par l'auteure : 
- Chapitre 1 – Un pays français
- Chapitre 2 – Un pays souverain
- Chapitre 3 – Un pays frondeur
- Chapitre 4 – Un pays trahi
- Chapitre 5 – Un pays condamné
- Chapitre 6 – Un pays terrorisé
- Chapitre 7 – Un pays enchaîné
- Chapitre 8 – Un pays insurgé
- Chapitre 9 – Un pays pétrifié

L'ouvrage est émaillé de très nombreuses illustrations – à raison d'au moins une ou deux par page –, dessins ou peintures d'époque montrant différents lieux et personnages ainsi que des scènes de la vie urbaine et campagnarde.

## Extraits
- « En Haut-Canada, les Réformistes qui dénoncent le Family Compact, William Lyon Mackenzie en tête, subissent un sort similaire à celui de la province voisine. Chassés de la Chambre d'Assemblée en 1836 par des élections truquées, ils ont refusé de se taire. Lorsque parvient à Toronto, fin novembre 1837, la nouvelle de la défaite de Saint-Denis, une vive alarme s'élève parmi ceux qui détiennent l'autorité. Ceux-ci emploient le même stratagème qu'à Montréal, c'est-à-dire propager sournoisement la rumeur de mandats d'arrestation pour haute trahison visant les principaux Réformistes. » (p. 291)
- « Du Richelieu à la rivière des Mille Isles, les habitants de deux régions parmi les plus prospères du Bas-Canada ont vu la soldatesque se comporter comme si la guerre était déclarée, comme si leur mission était de conquérir un territoire pour se l'accaparer. Tous, du commandant suprême jusqu'au humble troupier, semblaient combattre une nation ennemie. Chaque campagne militaire a ramené son lot de prisonniers dans la prison du district. Une cinquante d'hommes, y compris une trentaine saisis les jours suivant le carnage de Saint-Charles, sont allés rejoindre la dizaine de prisonniers politiques déjà incarcérés à Montréal. » (p. 315)
- « Le 2 juillet 1838, les huit déportés émergent dans la cour avant du Pied-du-Courant, pour monter aussitôt dans un chariot. Des machines rouges empêchent la foule d'approcher. Le chariot franchit la courte distance jusqu'à la grève, où attendent des barques qui conduiront les déportés au navire à vapeur, ancré au large. Dans la foule, l'indignation succède à la désolation. Comme des criminels, les déportés portent des fers aux mains! » (p. 338)